# Karin Kessow
Karin Kessow, née le 8 janvier 1954 à Rostock, est une patineuse de vitesse est-allemande.

## Carrière
Karin Kessow dispute les épreuves de patinage de vitesse aux Jeux olympiques de 1976 à Innsbruck, terminant cinquième du 1 500 mètres et quatrième du 3 000 mètres.
Aux Championnats du monde toutes épreuves de patinage de vitesse, elle obtient la médaille d'or en 1975 à Assen.